# Bryn Terfel
Bryn Terfel (født 9. november 1965 i Pantglas, Wales) er en walisisk operasanger (basbaryton). Han har sunget i operahuse i USA og i Europa og blev først kendt for sine roller i operaer af Mozart. 

## Baggrund
Terfel, som er bondesøn, fik sin første sangundervisning af en ven af familien. Til at begynde med var hans repertoire mest walisisk folkemusik. Han studerede ved Guildhall School of Music and Drama fra 1984 til 1989 og blev ved sin eksamen tildelt guldmedalje. Allerede samme sommer sang han en rolle i Don Giovanni på Drottningholmsteatern i Stockholm. 

## Egen festival
I 2000 grundlagde han Faenolfestivalen nær Snowdonia i Wales. Den blev et årligt tilbagevendende arrangement, hvor lokale sangere sang med internationale operastjerner. Den er dog pt. (ultimo 2012) indstillet og siden flyttet til London.

## Udmærkelser
- Gorsedd of Bards, udnævnt af Eisteddfod
- Order of the British Empire 2003
- Queen's Medal for Music 2006 som den anden modtager nogensinde.

## Eksterne links
- Offisiell side hos Deutsche Grammophon Arkiveret 12. september 2008 hos  Wayback Machine
- Terfeliaid: Offisiell fanside
- Faenol Festival Arkiveret 27. februar 2015 hos  Wayback Machine

1. ↑  Navnet er anført på bokmål og stammer fra Wikidata hvor navnet endnu ikke findes på dansk.